# CCL19
CCL19, hemokin (C-C motiv) ligand 19, je protein koji je kod ljudi kodiran CCL19 genom. CCL19 ja mali citokin iz CC hemokin familije koji je takođe poznat kao EBI1 ligand hemokin (ELC) i makrofagni inflamatorni protein-3-beta (MIP-3-beta).
Ovaj gen je jedan od nekoliko CC citokinskih gena grupisanih na p-ruci hromozoma 9 Ovaj hemokin dejstvuje na svoje ciljne ćelije vezivanjem za hemokinski receptor .. Citokini su familija izlučenih proteina koji učestvuju u imunoregulatornim i inflamatornim procesima. CC citokini su proteini karakterisani sa dva susedna cisteina. Za citokin kodiran ovim genom se veruje da igra ulogu u normalnoj recirkulaciji limfocita. On takođe ima važnu ulogu u razmeni T ćelija u timusu, i u migraciji T ćelija i B ćelija u sekundarne limfoidne organe. On se specifično vezuje za hemokinski receptor CCR7.
CCL19 je obilno izražen u timusu i limfnim čvorovima, u umerenim nivoima u traheji i kolonu, i u niskim nivoima u stomaku, tankim crevima, plućima, bubrezima i slezini. On privlači određene ćelije imunskog sistema, kao što su dendritske ćelije i antigen-aktivirane B ćelije, CCR7+ efektorske-memorijske T-ćelije.

## Dodatna literatura
- Weber C, Koenen RR (2006). „Fine-tuning leukocyte responses: towards a chemokine 'interactome'.”. Trends Immunol. 27 (6): 268—73. PMID 16678487. doi:10.1016/j.it.2006.04.002.
- Rossi DL; Vicari AP; Franz-Bacon K;  . (1997). „Identification through bioinformatics of two new macrophage proinflammatory human chemokines: MIP-3alpha and MIP-3beta.”. J. Immunol. 158 (3): 1033—6. PMID 9013939.
- Nagira M; Imai T; Hieshima K;  . (1997). „Molecular cloning of a novel human CC chemokine secondary lymphoid-tissue chemokine that is a potent chemoattractant for lymphocytes and mapped to chromosome 9p13.”. J. Biol. Chem. 272 (31): 19518—24. PMID 9235955. doi:10.1074/jbc.272.31.19518.
- Kim CH; Pelus LM; White JR;  . (1998). „CK beta-11/macrophage inflammatory protein-3 beta/EBI1-ligand chemokine is an efficacious chemoattractant for T and B cells.”. J. Immunol. 160 (5): 2418—24. PMID 9498785.
- Yanagihara S; Komura E; Nagafune J;  . (1998). „EBI1/CCR7 is a new member of dendritic cell chemokine receptor that is up-regulated upon maturation.”. J. Immunol. 161 (6): 3096—102. PMID 9743376.
- Gosling J; Dairaghi DJ; Wang Y;  . (2000). „Cutting edge: identification of a novel chemokine receptor that binds dendritic cell- and T cell-active chemokines including ELC, SLC, and TECK.”. J. Immunol. 164 (6): 2851—6. PMID 10706668.
- Annunziato F; Romagnani P; Cosmi L;  . (2000). „Macrophage-derived chemokine and EBI1-ligand chemokine attract human thymocytes in different stage of development and are produced by distinct subsets of medullary epithelial cells: possible implications for negative selection.”. J. Immunol. 165 (1): 238—46. PMID 10861057.
- Ueno T; Hara K; Willis MS;  . (2002). „Role for CCR7 ligands in the emigration of newly generated T lymphocytes from the neonatal thymus.”. Immunity. 16 (2): 205—18. PMID 11869682. doi:10.1016/S1074-7613(02)00267-4.
- Phillips R, Ager A (2002). „Activation of pertussis toxin-sensitive CXCL12 (SDF-1) receptors mediates transendothelial migration of T lymphocytes across lymph node high endothelial cells.”. Eur. J. Immunol. 32 (3): 837—47. PMID 11870628. doi:10.1002/1521-4141(200203)32:3<837::AID-IMMU837>3.0.CO;2-Q.
- Till KJ, Lin K, Zuzel M, Cawley JC (2002). „The chemokine receptor CCR7 and alpha4 integrin are important for migration of chronic lymphocytic leukemia cells into lymph nodes.”. Blood. 99 (8): 2977—84. PMID 11929789. doi:10.1182/blood.V99.8.2977.
- Townson JR, Nibbs RJ (2002). „Characterization of mouse CCX-CKR, a receptor for the lymphocyte-attracting chemokines TECK/mCCL25, SLC/mCCL21 and MIP-3beta/mCCL19: comparison to human CCX-CKR.”. Eur. J. Immunol. 32 (5): 1230—41. PMID 11981810. doi:10.1002/1521-4141(200205)32:5&lt;1230::AID-IMMU1230&gt;3.0.CO;2-L.
- Page G, Lebecque S, Miossec P (2002). „Anatomic localization of immature and mature dendritic cells in an ectopic lymphoid organ: correlation with selective chemokine expression in rheumatoid synovium.”. J. Immunol. 168 (10): 5333—41. PMID 11994492.
- Katou F; Ohtani H; Nakayama T;  . (2003). „Differential expression of CCL19 by DC-Lamp+ mature dendritic cells in human lymph node versus chronically inflamed skin.”. J. Pathol. 199 (1): 98—106. PMID 12474232. doi:10.1002/path.1255.
- Strausberg RL; Feingold EA; Grouse LH;  . (2003). „Generation and initial analysis of more than 15,000 full-length human and mouse cDNA sequences.”. Proc. Natl. Acad. Sci. U.S.A. 99 (26): 16899—903. PMC 139241 . PMID 12477932. doi:10.1073/pnas.242603899.
- Scandella E; Men Y; Legler DF;  . (2004). „CCL19/CCL21-triggered signal transduction and migration of dendritic cells requires prostaglandin E2.”. Blood. 103 (5): 1595—601. PMID 14592837. doi:10.1182/blood-2003-05-1643.
- Corcione A; Arduino N; Ferretti E;  . (2004). „CCL19 and CXCL12 trigger in vitro chemotaxis of human mantle cell lymphoma B cells.”. Clin. Cancer Res. 10 (3): 964—71. PMID 14871974. doi:10.1158/1078-0432.CCR-1182-3.
- Daikoku N; Kitaya K; Nakayama T;  . (2004). „Expression of macrophage inflammatory protein-3beta in human endometrium throughout the menstrual cycle.”. Fertil. Steril. 81 Suppl 1: 876—81. PMID 15019823. doi:10.1016/j.fertnstert.2003.09.036.
- Gerhard DS; Wagner L; Feingold EA;  . (2004). „The status, quality, and expansion of the NIH full-length cDNA project: the Mammalian Gene Collection (MGC).”. Genome Res. 14 (10B): 2121—7. PMC 528928 . PMID 15489334. doi:10.1101/gr.2596504.
- Paoletti S; Petkovic V; Sebastiani S;  . (2005). „A rich chemokine environment strongly enhances leukocyte migration and activities.”. Blood. 105 (9): 3405—12. PMID 15546958. doi:10.1182/blood-2004-04-1648.